# 李茇
李茇（1878年—1958年6月15日），字芾棠，湖南省平江县人，中华民国法官。
吳王李恪45世孫（輅公裔）、泰陵公仁昭房，湖南平江人。 原名懋林，字芾棠，1878年出生於湖南省平江大橋。湖南武備學堂暨北京法律專門學堂畢業，發科舉人。
民國元年(1912年)加入中國國民黨，歷任湖南都督府軍政部軍法處長、長沙地方審判廳長、河南開封地方審判廳長、湖南高等審判廳長、廣西高等檢察廳檢察長、國民政府最高法院庭長兼公務員懲戒委員會委員長、中國法規研究委員會會長、最高法院院長等職。授三等嘉禾章、四等文虎章、一等金質獬豸章、最高文軹勳章。1946年退休。

中華人民共和國成立後，任湖南省文化管理委員會委員、省文史館館員、省參事室參議。1958年6月15日逝世，享年80歲。

## 生平
1922年12月，赵恒惕根据《湖南省宪法》改组湖南省政府，李茇被任命为湖南高等审判厅厅长，一直任至1926年6月唐生智任湖南省政府主席。
1927年12月2日，署南京国民政府最高法院庭长，1929年8月12日正式被任命为庭长，此后一直任庭长直到1946年1月30日。其间，1932年6月16日，兼任中央公务员惩戒委员会委员，任至1933年。
1941年1月30日至1945年2月3日，兼任最高法院院长。